# 55 Hudson Yards
55 Hudson Yards (auch unter dem Namen 1 Hudson Boulevard und One Hudson Yards bekannt) ist ein Wolkenkratzer in Manhattan in New York City. Das Hochhaus wurde Anfang 2019 fertiggestellt und ab April 2019 bezogen.

## Beschreibung
Das Projekt wurde erstmals im Frühling 2012 der Öffentlichkeit präsentiert. Der Büroturm ist Teil des Städtebauprojekts Hudson Yards und befindet sich im gleichnamigen Viertel Hudson Yards im Stadtteil Chelsea im Westteil von Midtown Manhattan. Der Name leitet sich von der Lage nah am Hudson River sowie dem Bahndepot „West Side Yards“ der Metropolitan Transportation Authority (MTA) ab, der am Westrand der Insel Manhattan liegt. Das Gebäude steht an der 11th Avenue zwischen der West 33rd und 34th Street. Östlich vor dem Gebäude liegt der „Hudson Park und Boulevard“ mit der Station 34 Street-Hudson Yards Subway Station der New York City Subway, wo die Linien  und  verkehren. Dahinter steht der Wolkenkratzer 50 Hudson Yards. Direkt benachbarte Wolkenkratzer sind südwestlich 35 Hudson Yards und nordöstlich zukünftig 3 Hudson Boulevard.
Ursprünglich war an dieser Stelle das World Product Center geplant, dessen Bau im August 2009 begann, danach aber im Dezember 2009 wieder eingestellt wurde. Das Bauwerk sollte nach seiner Vollendung im Jahr 2013 60 Etagen und eine Dachhöhe von 308 m haben. Entworfen wurde das Gebäude von den Architekten von Kohn Pedersen Fox. Das Hochhaus sollte überwiegend für Büros, aber auch Medienräume genutzt werden und die Fassade ausschließlich mit Glas verkleidet werden.
55 Hudson Yards ist als reiner Büroturm konzipiert, ist 237,4 Meter (779 Fuß) hoch und hat 51 Geschosse. Als Besonderheit gilt die hohe Energieeffizienz des Gebäudes, das in der Nachhaltigkeit eine LEEDv4 Gold-Zertifizierung erhielt. Ebenfalls wie das World Product Center wurde 55 Hudson Yards von KPF entworfen. Architektonisch zeichnet sich das Gebäude durch seine charakteristische leicht schwarz-schimmernde Fassade aus, welche an ein Glätteisen erinnert.

## Galerie

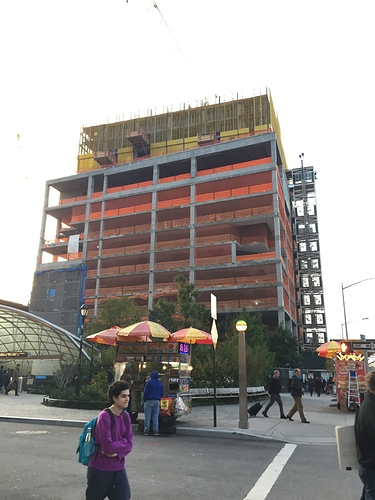
27. Oktober 2016
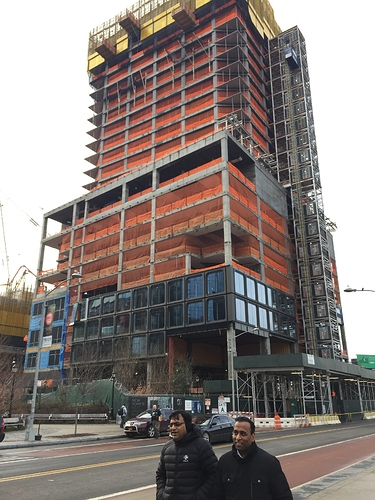
11. Januar 2017
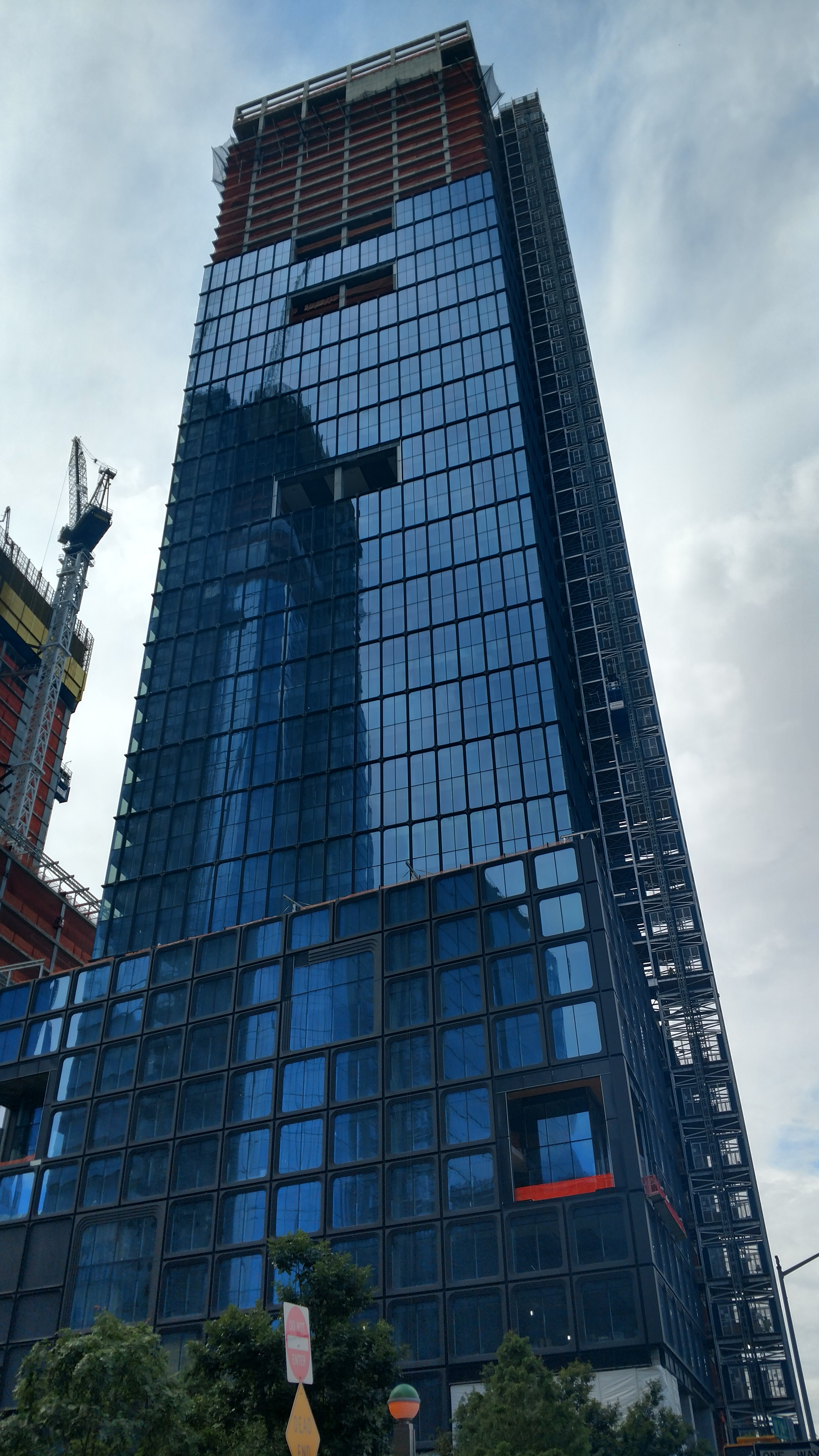
September 2017
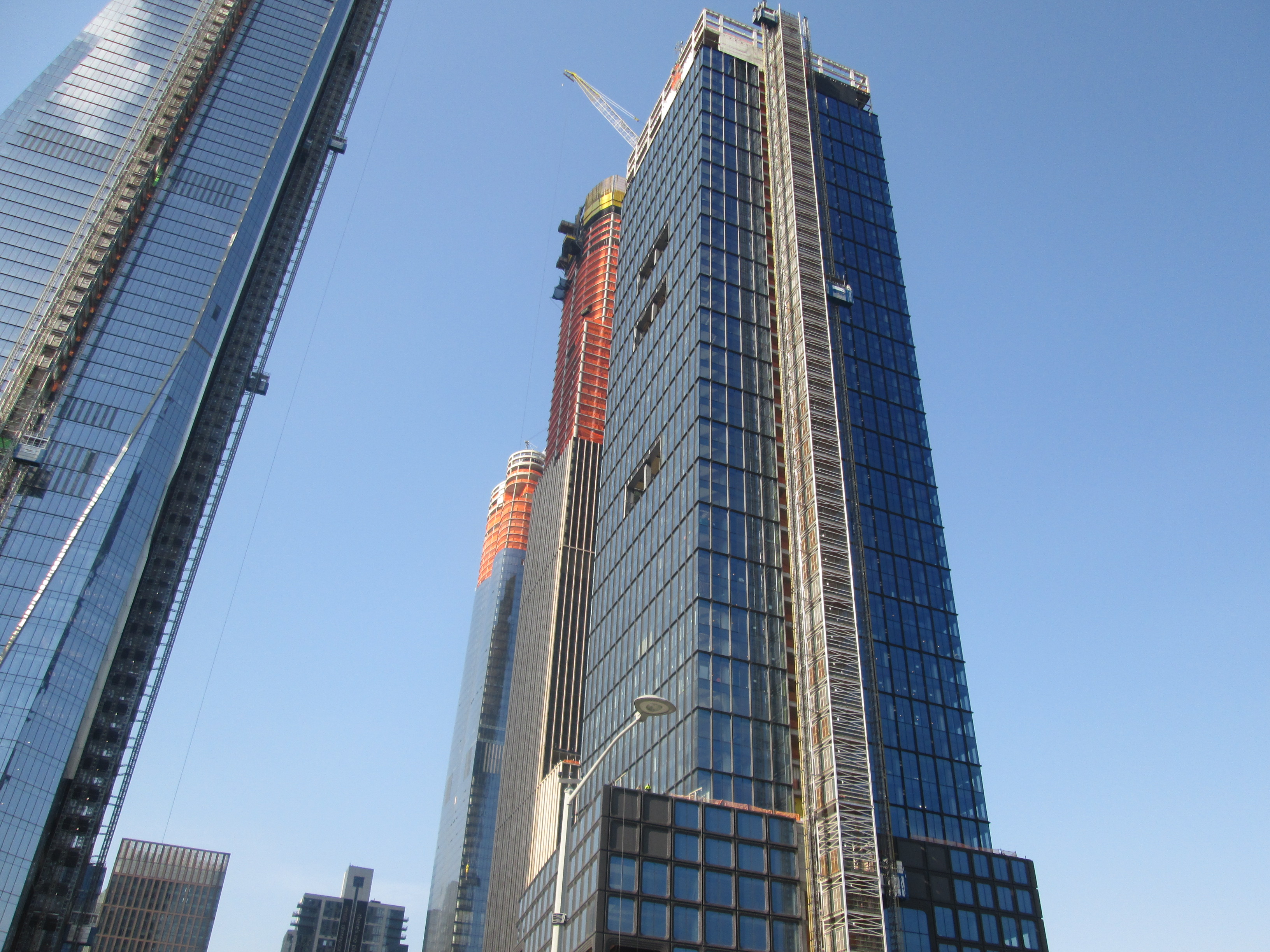
11. April 2018 (rechts)
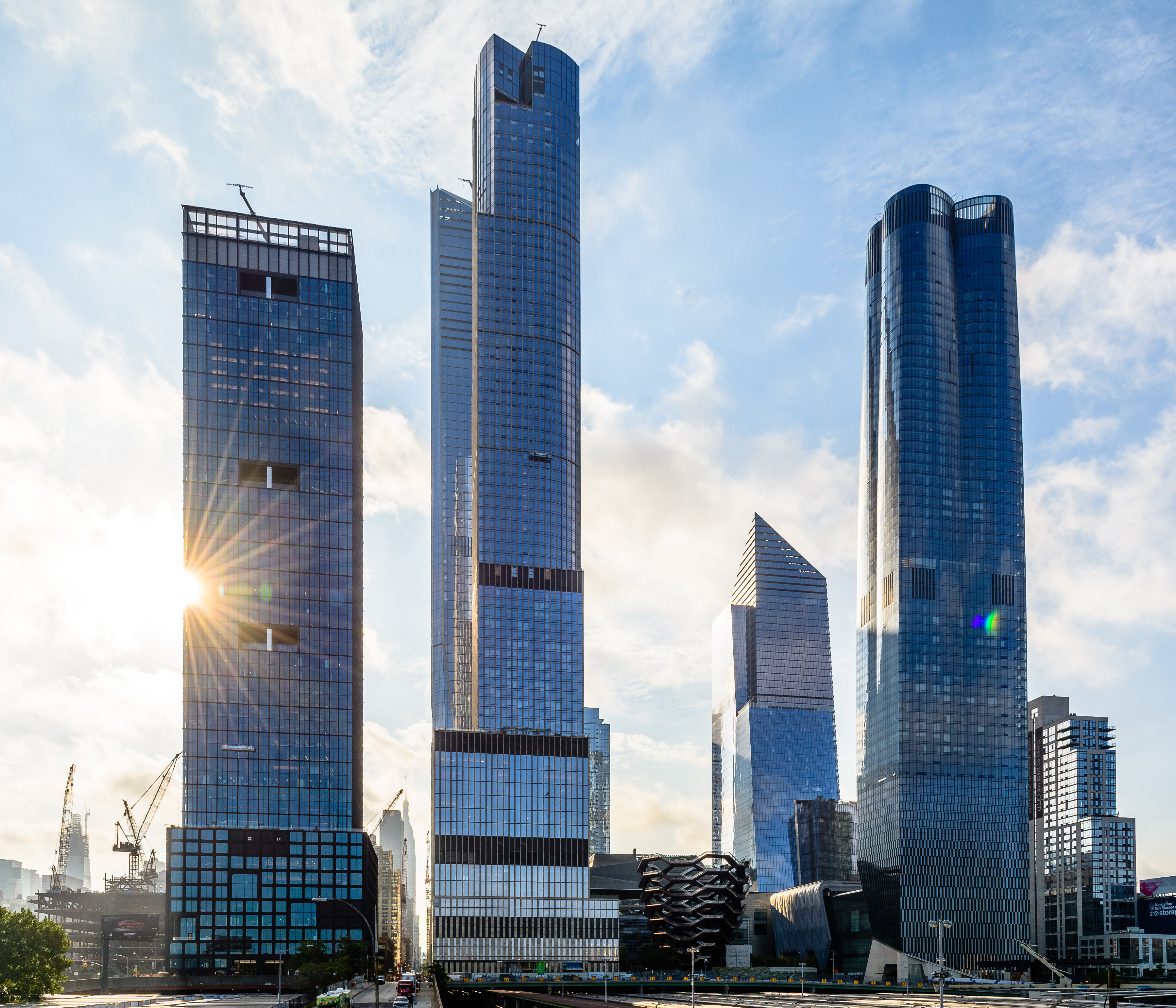
11. September 2019 (links)
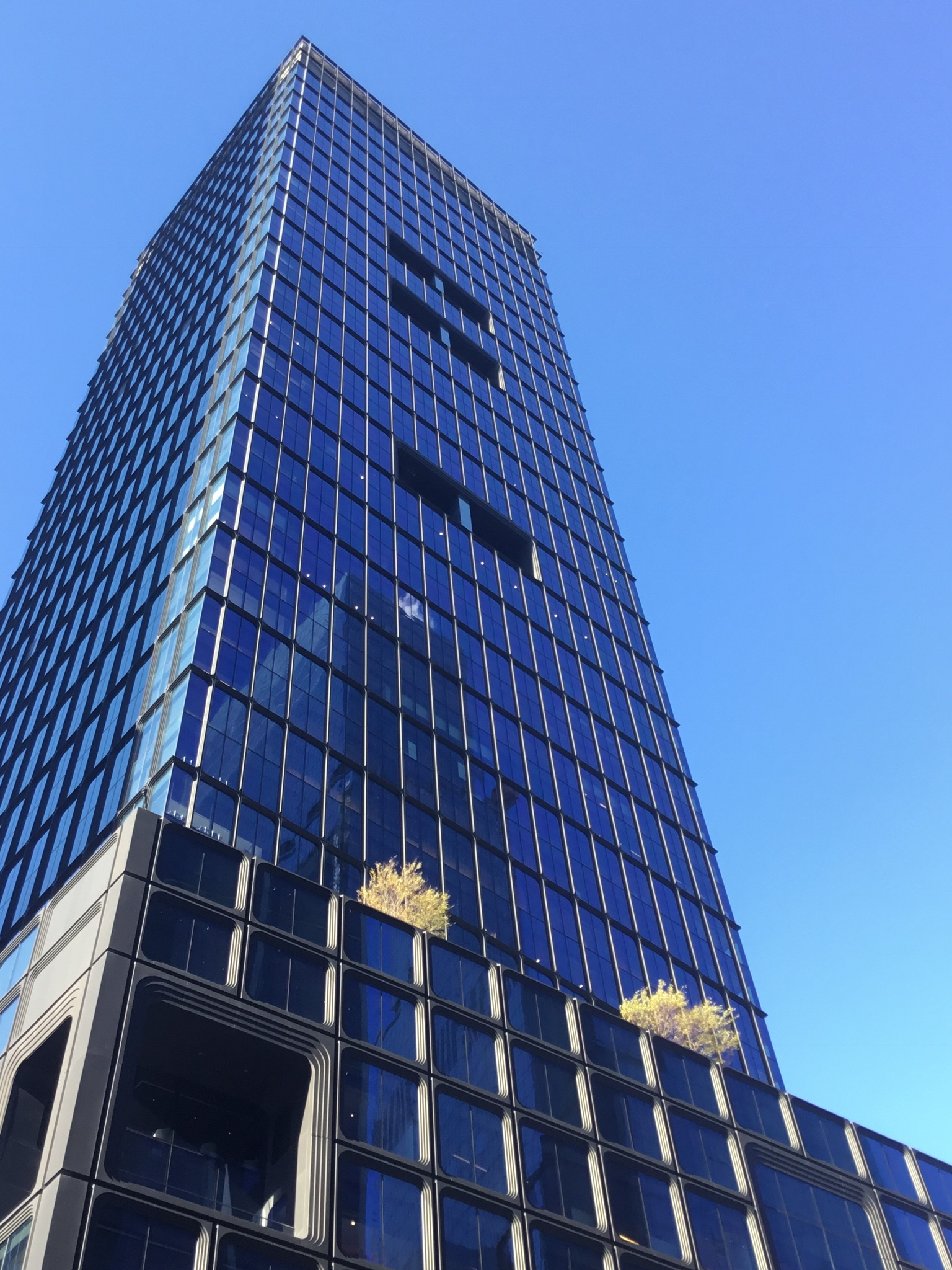
Am  21. November 2022